# Campeonato Mundial de Esqui Estilo Livre de 2021 - Halfpipe feminino
A prova do halfpipe feminino do Campeonato Mundial de Esqui Estilo Livre de 2021 foi realizada nos dias 10 e 12 de março na cidade de Aspen nos Estados Unidos. 

## Medalhistas
| Ouro            | Prata                | Bronze          |
| Gu Ailing (CHN) | Rachael Karker (CAN) | Zoe Atkin (GBR) |

## Resultados

### Qualificação
Um total de 15 esquiadores participaram da competição.  As 8 melhores avançaram para a final. 
| Colocação | Bib | Ordem de corrida | Nome              | Nacionalidade            | Corrida 1 | Corrida 2 | Melhor | Notas |
| --------- | --- | ---------------- | ----------------- | ------------------------ | --------- | --------- | ------ | ----- |
| 1         | 3   | 4                | Rachael Karker    | Canadá                   | 93.00     | 94.25     | 94.25  | Q     |
| 2         | 5   | 5                | Zoe Atkin         | Reino Unido              | 86.00     | 87.75     | 87.75  | Q     |
| 3         | 1   | 8                | Valeriya Demidova | Federação Russa de Esqui | 82.50     | 85.50     | 85.50  | Q     |
| 4         | 6   | 10               | Brita Sigourney   | Estados Unidos           | 84.00     | 82.00     | 84.00  | Q     |
| 5         | 11  | 7                | Hanna Faulhaber   | Estados Unidos           | 75.25     | 81.25     | 81.25  | Q     |
| 6         | 8   | 3                | Devin Logan       | Estados Unidos           | 80.25     | 7.25      | 80.25  | Q     |
| 7         | 2   | 6                | Gu Ailing         | China                    | 77.00     | 53.75     | 77.00  | Q     |
| 8         | 10  | 2                | Saori Suzuki      | Japão                    | 73.75     | 74.25     | 74.25  | Q     |
| 9         | 13  | 15               | Amy Fraser        | Canadá                   | 69.50     | 24.75     | 69.50  |       |
| 10        | 12  | 14               | Svea Irving       | Estados Unidos           | 63.50     | 67.75     | 67.75  |       |
| 11        | 9   | 1                | Sabrina Cakmakli  | Alemanha                 | 67.25     | 5.50      | 67.25  |       |
| 12        | 7   | 9                | Jang Yu-jin       | Coreia do Sul            | 6.00      | 59.00     | 59.00  |       |
| 13        | 48  | 11               | Constance Brogden | Reino Unido              | 58.25     | 12.25     | 58.25  |       |
| 14        | 14  | 12               | Chloe McMillan    | Nova Zelândia            | 44.00     | 43.50     | 44.00  |       |
| 15        | 16  | 13               | Anja Barugh       | Nova Zelândia            | 38.75     | 37.25     | 38.75  |       |

### Final
A final foi iniciada no dia 12 de março às 13h00. 
| Colocação         | Bib | Ordem de corrida | Nome              | Nacionalidade            | Corrida 1 | Corrida 2 | Corrida 3 | Melhor |
| ----------------- | --- | ---------------- | ----------------- | ------------------------ | --------- | --------- | --------- | ------ |
| Medalha de ouro   | 2   | 2                | Gu Ailing         | China                    | 93.00     | 92.50     | 89.00     | 93.00  |
| Medalha de prata  | 3   | 8                | Rachael Karker    | Canadá                   | 8.50      | 87.25     | 91.75     | 91.75  |
| Medalha de bronze | 5   | 7                | Zoe Atkin         | Reino Unido              | 72.50     | 89.00     | 90.50     | 90.50  |
| 4                 | 11  | 4                | Hanna Faulhaber   | Estados Unidos           | 82.50     | 84.25     | 86.75     | 86.75  |
| 5                 | 6   | 5                | Brita Sigourney   | Estados Unidos           | 86.25     | 18.50     | 51.75     | 86.25  |
| 6                 | 8   | 3                | Devin Logan       | Estados Unidos           | 79.00     | 79.25     | 78.00     | 79.25  |
| 7                 | 1   | 6                | Valeriya Demidova | Federação Russa de Esqui | 75.00     | 42.75     | 15.00     | 75.00  |
| 8                 | 10  | 1                | Saori Suzuki      | Japão                    | 70.25     | 13.00     | 73.00     | 73.00  |

Legenda
| Recorde mundial       | Recorde mundial (World record)               |                       | Recorde africano                      | Recorde africano (African) |                                           | Q | Classificado por posição (Qualified) |
| Recorde do campeonato | Recorde do campeonato (Championship record)  | Recorde da América    | Recorde da América (Americas)         | q                          | Classificado por melhor tempo (Qualified) |   |                                      |
| Melhor marca do ano   | Melhor marca do ano (World leading)          | Recorde asiático      | Recorde asiático (Asian)              | DNS                        | Não largou (Did not start)                |   |                                      |
| Recorde nacional      | Recorde nacional (National record)           | Recorde europeu       | Recorde europeu (European)            | DNF                        | Não terminou (Did not finish)             |   |                                      |
| Recorde pessoal       | Recorde pessoal do atleta (Personal best)    | Recorde da Oceania    | Recorde da Oceania (Oceania)          | DSQ / DQ                   | Desclassificado (Disqualified)            |   |                                      |
| Recorde da temporada  | Recorde da temporada do atleta (Season best) | Recorde sul-americano | Recorde sul-americano (South America) | NM                         | Sem marca (No mark)                       |   |                                      |